# 合萼肋柱花
合萼肋柱花（学名：Lomatogonium gamosepalum）为龙胆科肋柱花属下的一个种。

## 扩展阅读
- 維基物種上的相關：合萼肋柱花